# Anton Jahnel
Anton F. Jahnel (1. května 1825 Šváby – 20. dubna 1896 Liberec) byl rakouský a český státní úředník a politik německé národnosti, v 2. polovině 19. století poslanec Českého zemského sněmu.

## Biografie
Vystudoval gymnázium v Litoměřicích a pak práva na Karlo-Ferdinandově univerzitě v Praze, kde mezi jeho spolužáky patřili pozdější čelní rakouští a českoněmečtí politici jako Anton von Banhans nebo Franz Schmeykal. Působil pak jako státní úředník na Istrii, později v severních Čechách (Jablonec a Tanvald). Působil také v České Lípě a Mimoni. Od roku 1854 nastoupil do služeb města Liberec, kde se později stal magistrátním radou. V roce 1867 napsal knihu Chronik der Preussischen Invasion, která popisovala události během prusko-rakouské války z předchozího roku. Do penze odešel v dubnu 1887.
V 60. letech 19. století se zapojil i do zemské politiky. V září 1869 byl v doplňovacích volbách místo Franze Siegmunda zvolen na Český zemský sněm za městskou kurii (obvod Liberec). Mandát obhájil za týž obvod i ve volbách roku 1870, volbách roku 1872 a volbách roku 1878. K roku 1878 se uvádí jako člen takzvané Ústavní strany (liberálně a centralisticky orientovaná, odmítající federalistické aspirace neněmeckých etnik). Na sněmu setrval do roku 1881.
Profiloval se jako odborník na samosprávní a školské otázky. V roce 1880 byl zpravodajem sněmu při projednávání jazykových nařízení.